# Čeljuskinův mys
Čeljuskinův mys (rusky Мыс Челюскина, Mys Čeljuskina) je nejsevernější mys Tajmyrského poloostrova, celé Sibiře a Ruska a také celé Eurasie. Kromě toho se jedná o nejsevernější kontinentální bod vůbec, ovšem nikoliv nejsevernější bod pevniny, neboť severněji leží řada ostrovů a celosvětově nejsevernější jsou ostrovy u Grónska, například Kaffeklubben nebo ATOW1996.
Čeljuskinův mys leží v Krasnojarském kraji, severně od pohoří Byrranga a naproti Severní zemi, od které je oddělen Vilkického průlivem. Od severního pólu je Čeljuskinův mys vzdálen zhruba 1370 kilometrů.

## Dějiny
V květnu 1742 dorazila k mysu pozemní výzkumná výprava pod vedením Semjona Ivanoviče Čeljuskina. Mys pak byl nazýván Východoseverní mys (мыс Восточно-Северный – mys Vostočno-Severnyj), než jej Ruská zeměpisná společnost v roce 1842 u stého výročí výpravy přejmenovala k Čeljuskinově poctě.
Dne 18. srpna 1878 proplul kolem mysu Adolf Erik Nordenskjöld s expedicí Vega, která jako první proplula Severní mořskou cestou.
V roce 1919 zde nechal Roald Amundsen dva členy posádky své lodě Maud, Petera Tessema a Paula Knutsena, spolu s poštou a vědeckým poznámkami. Zatímco Maud pokračovala ve své cestě na východ přes moře Laptěvů, úkolem obou mužů bylo počkat, až zamrzne Karské moře, a pak se po něm vydat se saněmi do Diksonu. Nikdy tam nedorazili a ani záchranná výprava v roce 1922 vypravená na žádost Norska, kterou vedl Nikifor Alexejevič Begičev, nenašla žádné stopy.
V roce 1932 byla na mysu postavena hydrologická a meteorologická stanice, kterou vedl Ivan Dmitrijevič Papanin, který stanici rozšířil na hvězdárnu. V současnosti se stanice jmenuje Radio-meteorologické centrum, kde přezimovává 8 až 10 lidí. Je zde postavena řada budov a vědeckých pavilonů. Některé budovy jsou po rozpadu SSSR opuštěné a nevyužívané. Nachází se zde také nejsevernější letiště kontinentální Eurasie. Z přistávací plochy zbyla jen přistávací plocha pro vrtulníky.
V letech 1940-41 a v roce 1945 byly nalezeny v blízkosti Čeljuskinova mysu pozůstatky po ruské výpravě, která se kolem roku 1620 plavila ze západu kolem nejsevernějšího mysu Asie. Nalezený materiál ukázal, že se jednalo o jednu loď, která dokázala proplout z Karského moře, bylo na ní asi deset námořníků a čtyři z nich (včetně domorodé evencké ženy) zemřeli 100 km jihovýchodně od mysu Čeljuskin. Bližší informace o této neznámé ruské výpravě nejsou známy.
V 80. letech 20. století žilo na mysu asi 200 obyvatel, kteří měli k dispozici mateřskou školu, kotelnu, lázeňský dům, truhlářskou dílu a dokonce i skleník.
Dne 2. října 2009 byl na mysu postaven nejsevernější uctívací kříž, aby se uctila památka všech zemřelých arktických průkopníků a aby se i na severu zdůraznilo, že Rusko je pravoslavný stát.
V roce 2024 začali dobrovolníci projektu Čistá Arktida se zařizováním bydlení pro celoroční pobyt budoucích týmů dobrovolníků a vědců, plánují vyčistit mys a jeho okolí od odpadků zanechaných v dobách SSSR (přibližně 40 tisíc barelů paliva a maziv) a dobrovolníci se rozhodli obnovit pomníky a obelisky padlým polárníkům umístěným na mysu.

## Popis mysu
Na Čeljuskinově mysu se nachází obrovská přírodní homole bílého křemene a vedle ní se tyčí pyramida z černých břidlicových desek, kterou tam navršili členové Amundsenovy expedice. Blízko od toho jsou hroby sovětských polárníků, všechny náhrobky směřují k severu a na jednom z nich je upevněna vrtule letadla.

## Radio-technický bod Čeljuskin
V roce 2019 začalo Ředitelství pro stavbu a provoz zařízení ruského ministerstva dopravy, tzv. Rosgranstroj, budovat radarovou stanici na Čeljuskinově mysu. Stanice se má oficiálně jmenovat Radio-technický bod Čeljuskin a její výstavba má vyjít na 1,2 miliardy rublů (tedy asi 440 milionů Kč). Jedná se o vojenský objekt, podléhající režimu utajení, další podrobnosti proto nejsou známy.